# A Day to Remember
A Day to Remember — квінтет, який грає в жанрі постхардкор, з Окали, штат Флорида, США. Їх звучання зазвичай характеризують як суміш важких рифів і брейкдаунів з поппанківською манерою співу, офіційно ж вони грають в жанрі постхардкор з домішкою жанрів поппанк, хардкор, металкор.

## Історія
Перегравши у багатьох гуртах рідної Окали, вокаліст Джеремі Маккіннон (Jeremy McKinnon), гітаристи Ніл Вестфолл (Neil Westfall) і Тому Денні (Tom Денні), басист Джошуа Вудерд (Joshua Woodard), і барабанщик Боббі Скраггз (Bobby Scruggs) зійшлися разом у 2003 році. Незабаром, гурт вирушив на D.I.Y. тур, відігравши понад 200 концертів і заробивши пристойні гроші. Вони підписали контракт з лейблом Indianola Records, за допомогою якого вони записали свій перший альбом, названий «And Their Name Was Treason» у травні 2005 року. Було продано близько 8 тисяч копій альбомів, але учасники відчували швидкий прихід набагато більших речей.
| „Мій друг сказав, що у нього є AIM адреса когось з Victory Records, - сказав Джош. - Я не повірив йому, але почав спілкуватися з тим хлопцем. Ми чекали відповіді близько 6 місяців, і одного разу, коли ми грали з групою On The Last Day в околицях Чикаго - і цей хлопець з Victory збирався зняти все це. Ми перший раз грали в Іллінойсі, але все ж близько 50-60 слухачів було там, і вони співали наші пісні з нами, ніби вони були нашими прихильниками назавжди. Цей хлопець запитав нас, чи не хочемо ми підписати контракт з Victory Records - так почалася нова ера для A Day to Remember“. |
Пізніше були записані ще 3 альбоми: For Those Who Have Heart, Homesick та What Separates Me from You. З останнього альбому сингли виходять навіть зараз у 2012 році.

## Склад гурту
- Джеремі Маккіннон (Jeremy McKinnon) — вокал
- Ніл Вестфолл (Neil Westfall) — бек-вокал, ритм-гітара
- Кевін Скефф (Kevin Skaff) — бек-вокал, соло-гітара
- Джошуа Вудерд (Joshua Woodard) — бас-гітара
- Алекс Шеллнатт (Alex Shelnutt) — ударні, перкусія

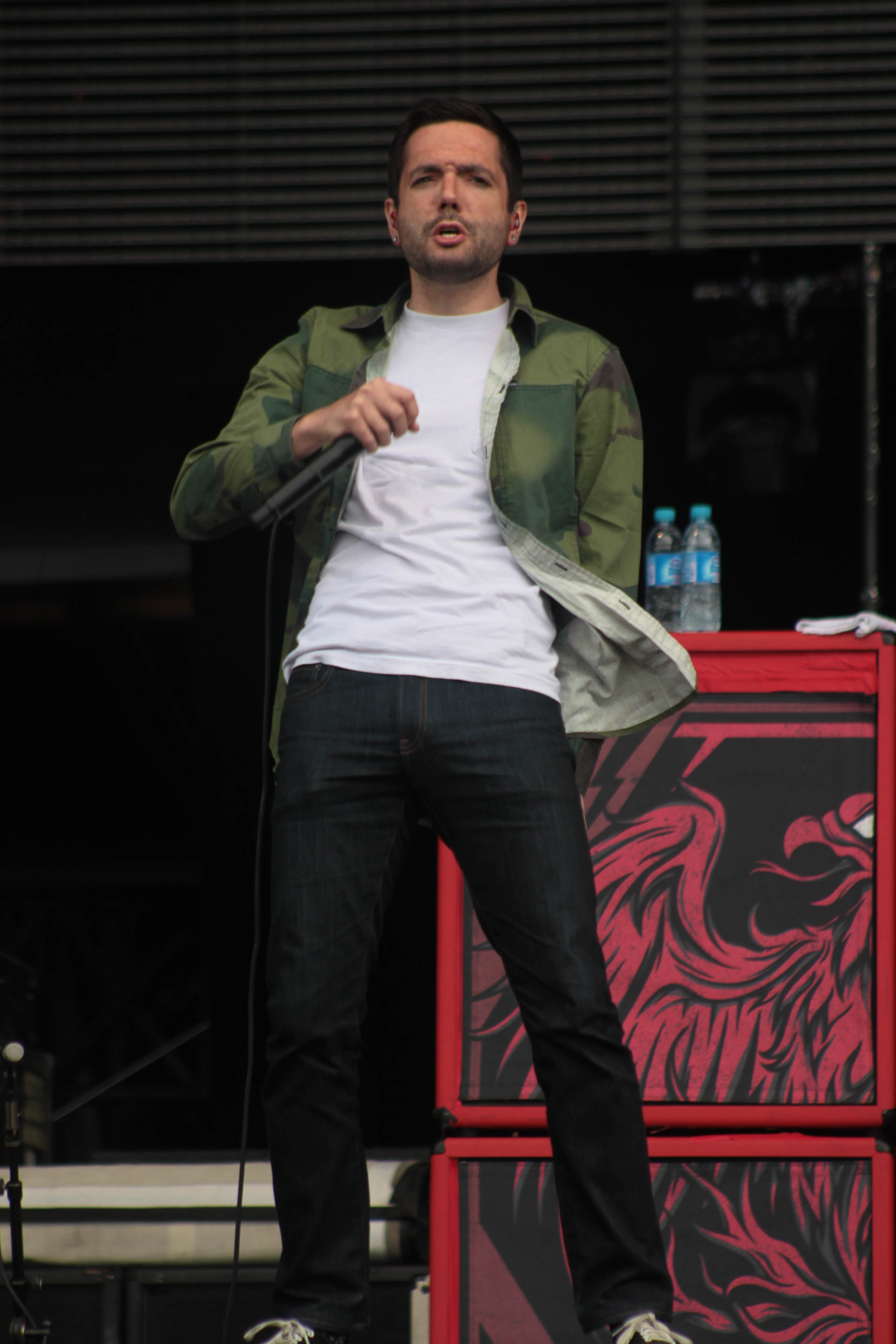
Jeremy McKinnon
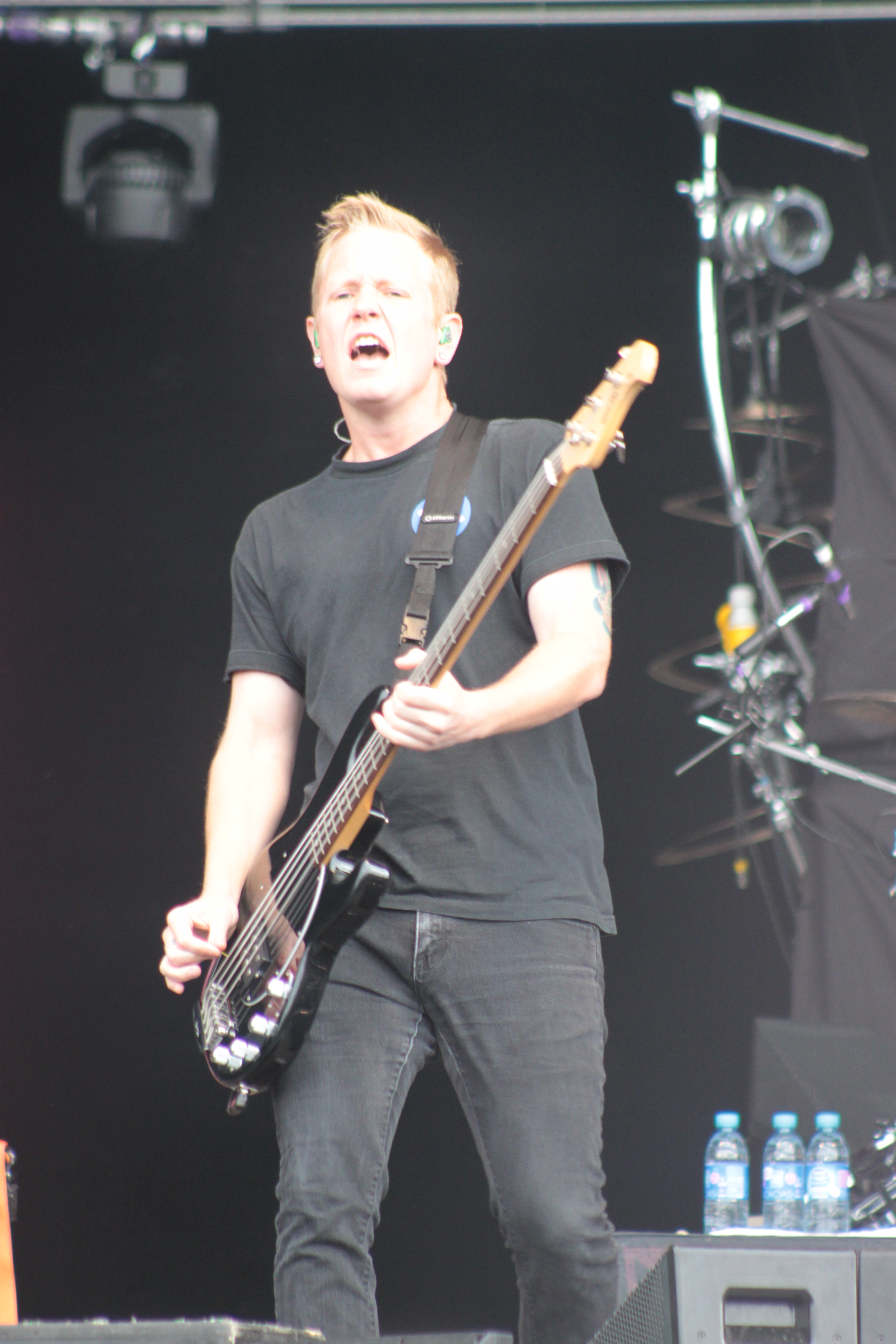
Joshua Woodard
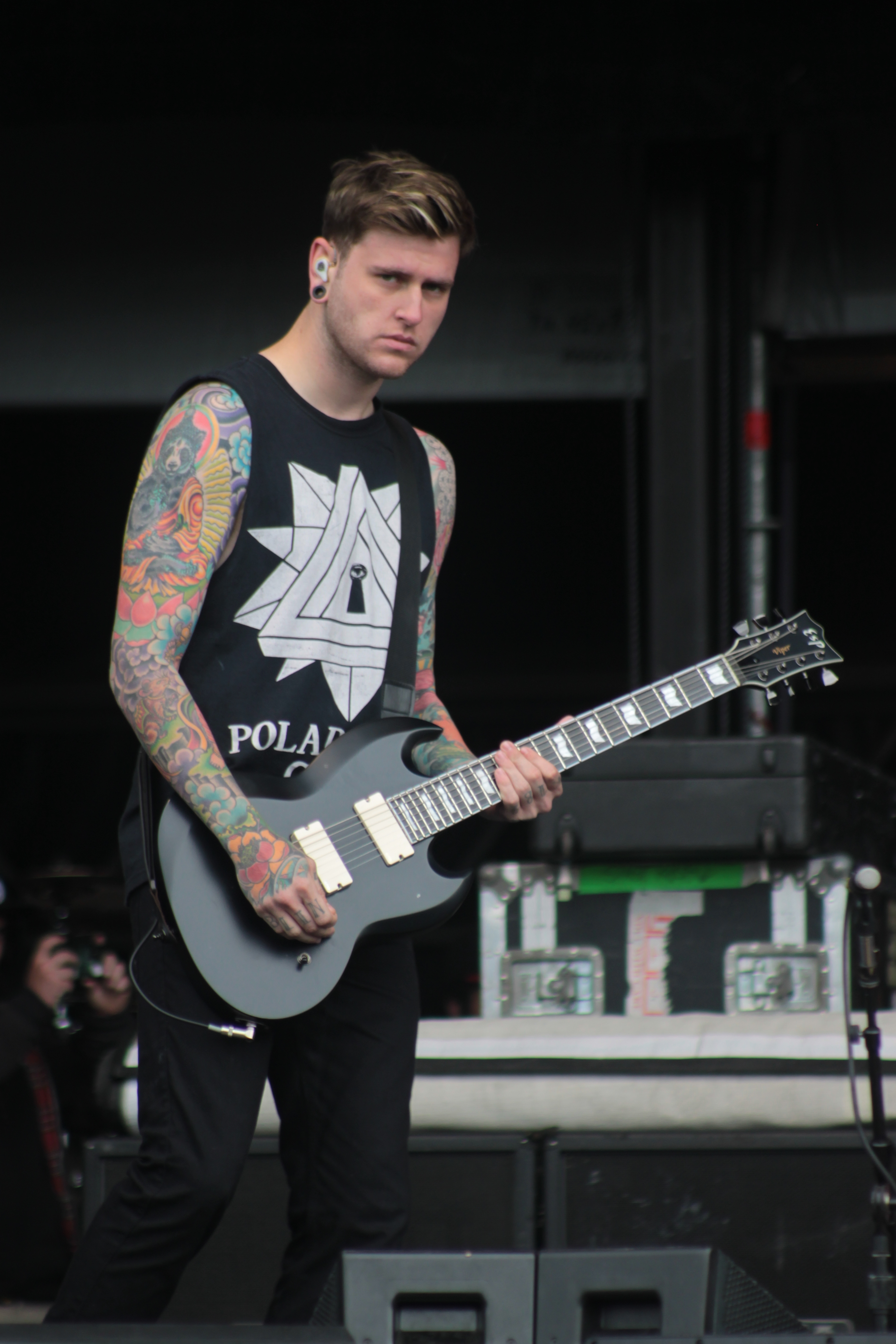
Neil Westfall
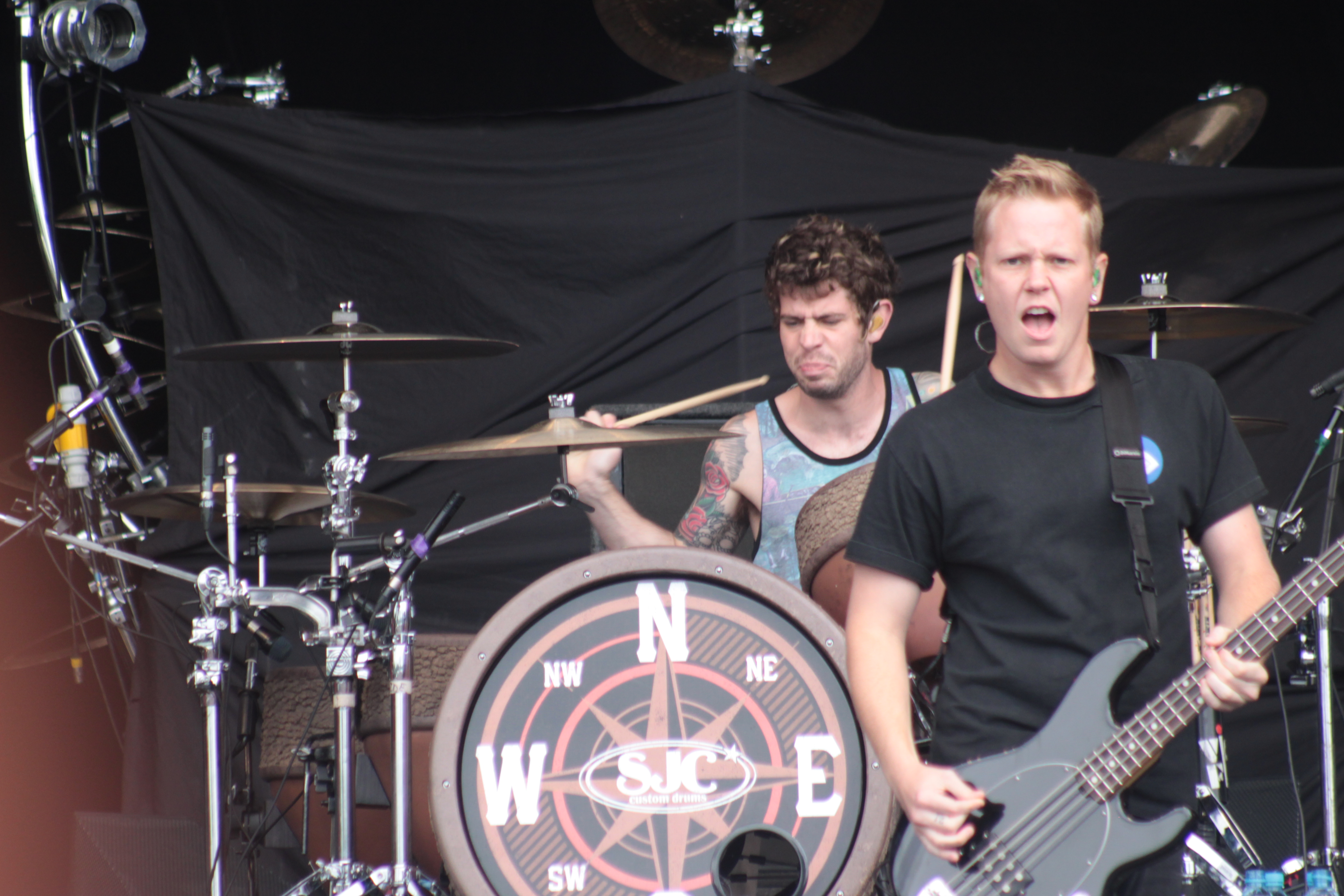
Alex Shelnutt & Joshua
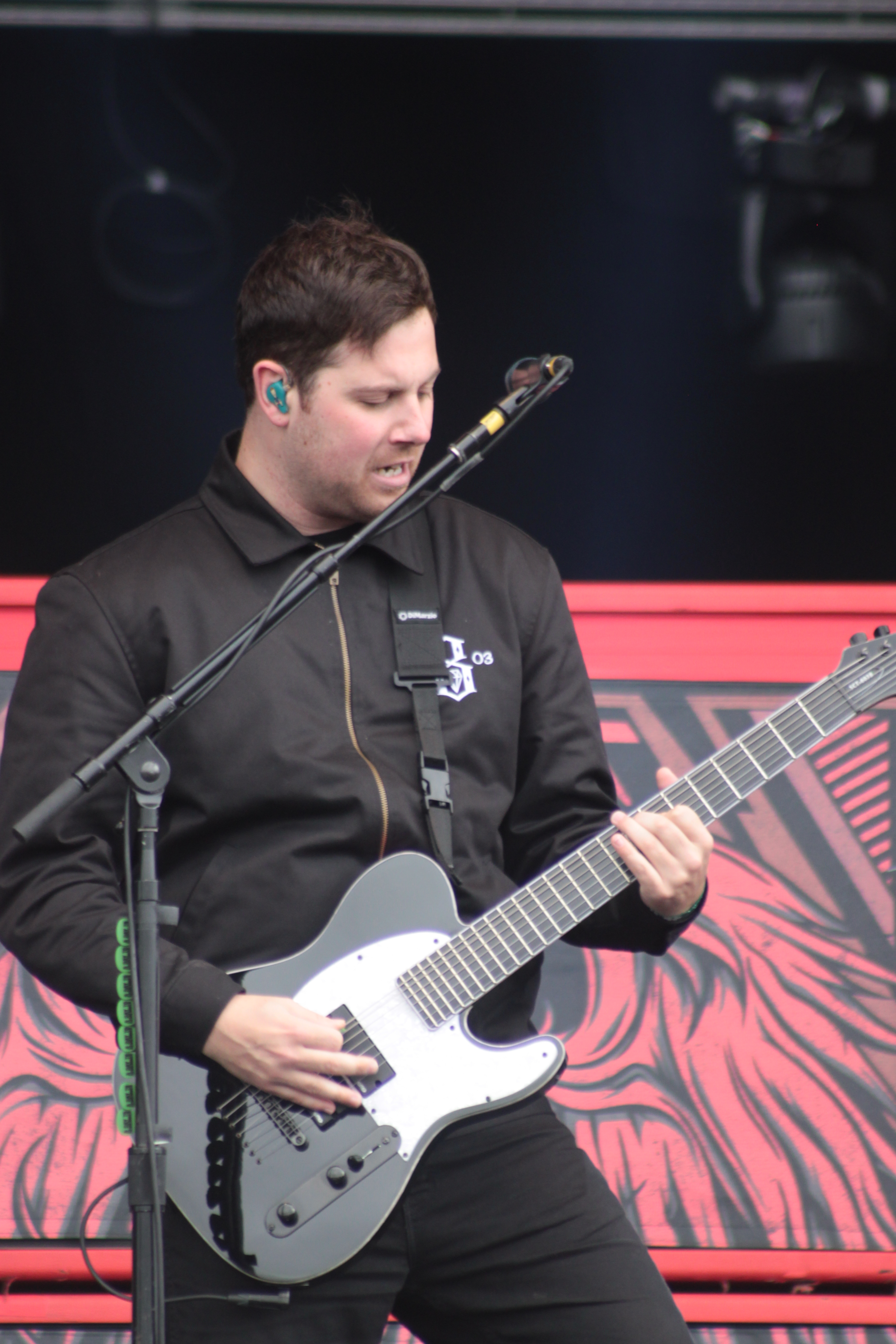
Kevin Skaff

### Колишні учасники
- Боббі Скраггз (Bobby Scruggs) — ударні (2003—2006)
- Том Денні (Tom Денні) — соло-гітара (2003—2009)
- Брендон Робертс (Brandon Roberts) — ударні (2003)

## Дискографія

### Альбоми
| 2005                                                             | And Their Name Was Treason | Indianola Records            | -  | -  | -  |
| 2007                                                             | For Those Who Have Heart   | Victory Records              | -  | 43 | 17 |
| 2009                                                             | Homesick                   | Victory Records              | 21 | 1  | -  |
| 2010                                                             | What Separates Me from You | Victory Records              | 11 | 1  | -  |
| 2013                                                             | Common Courtesy            | самовидання                  | 37 | -  | -  |
| 2016                                                             | Bad Vibrations             | самовидання, Epitaph Records | -  | -  | -  |
| 2021                                                             | You're Welcome             | Victory Records              |    |    |    |
| * = Old Record перевидання альбому «And Their Name Was Treason». |                            |                              |    |    |    |

### Сингли
| Рік  | Назва                                           | Позиція в чарті | Позиція в чарті | Альбом                     |
| Рік  | Назва                                           | US Alt          | US Rock         | Альбом                     |
| ---- | ----------------------------------------------- | --------------- | --------------- | -------------------------- |
| 2009 | «NJ Legion Iced Tea»                            | —               | —               | Homesick                   |
| 2009 | «The Downfall of Us All»                        | —               | —               | Homesick                   |
| 2010 | «I'm Made of Wax, Larry, What Are You Made Of?» | —               | —               | Homesick                   |
| 2010 | «Have Faith in Me»                              | 40              | —               | Homesick                   |
| 2010 | «All I Want»                                    | 12              | 25              | What Separates Me from You |
| 2011 | «All Signs Point to Lauderdale»                 | 32              | 48              | What Separates Me from You |
| 2011 | «It's Complicated»                              | 34              | —               | What Separates Me from You |
| 2012 | «2nd Sucks»                                     | —               | —               | What Separates Me from You |
| 2013 | «Right Back at It Again»                        | 33              | —               | Common Courtesy            |

### Відеокліпи
| Рік  | Пісня                                           | Продюсер            |
| ---- | ----------------------------------------------- | ------------------- |
| 2006 | «A Second Glance»                               | Reel Players        |
| 2007 | «The Plot to Bomb the Panhandle»                | Dan Dobi            |
| 2007 | «The Danger in Starting a Fire»                 | N/A                 |
| 2008 | «Since U Been Gone» (Kelly Clarkson cover)      | N/A                 |
| 2009 | «The Downfall of Us All»                        | Scott Hansen        |
| 2009 | «Right Where You Want Me to Be»                 | Drew Russ           |
| 2010 | «I'm Made of Wax, Larry, What Are You Made Of?» | Dan Dobi            |
| 2010 | «Have Faith in Me»                              | Mark Staubach       |
| 2011 | «All I Want»                                    | Drew Russ           |
| 2011 | «All Signs Point to Lauderdale»                 | Chris Marrs Pillero |
| 2012 | «2nd Sucks»                                     | Drew Russ           |
| 2013 | «Right Back at It Again»                        | Drew Russ           |
| 2014 | «End Of Me»                                     | Shane Drake         |